# Майдан-Крулевський (гміна)
Гміна Майдан-Крулевський (пол. Gmina Majdan Królewski) — сільська гміна у східній Польщі. Належить до Кольбушовського повіту Підкарпатського воєводства.
Станом на 31 грудня 2011 у гміні проживало 9947 осіб.

## Територія
Згідно з даними за 2007 рік площа гміни становила 155.80 км², у тому числі:
- орні землі: 41.00%
- ліси: 39.00%

Таким чином, площа гміни становить 20.13% площі повіту.

## Населення
Станом на 31 грудня 2011:
| Опис     | Загалом | Загалом | Чоловіки | Чоловіки | Жінки | Жінки |
| -------- | ------- | ------- | -------- | -------- | ----- | ----- |
| одиниця  | осіб    | %       | осіб     | %        | осіб  | %     |
| все      | 9947    | 100     | 5004     | 50.31    | 4943  | 49.69 |
| міське   | 0       | 100     | 0        |          | 0     |       |
| сільське | 9947    | 100     | 5004     | 50.31    | 4943  | 49.69 |

## Сусідні гміни
Гміна Майдан-Крулевський межує з такими гмінами: Баранув-Сандомерський, Боянув, Дзіковець, Нова Демба, Цмоляс.